# Nduduzo Makhathini
Nduduzo Makhathini, né le 24 septembre 1982 à uMgungundlovu, est un pianiste de jazz sud-africain.

## Biographie
Né dans une famille de musiciens, Makhathini se passionne très jeune pour la musique. Il joue avec Zim Ngqawana (en), Feya Feku, McCoy Mrubata (en). Il obtient son diplôme de piano jazz en 2005,. 
Il reçoit le Standard Bank Young Artist Award 2015 dans la catégorie Jazz du Festival National des Arts,. Aux All Africa Music Awards de 2017, il remporte le prix du meilleur artiste de jazz. 

## Discographie et téléchargements
- Mother Tongue (Gundu[8], 2014) avec Sakhile Simani, Mthunzi Mvubu, w:Linda Sikhakhane, Ariel Zamonsky, Benjamin Jeptha, Ayanda Sikade
- Sketches of Tomorrow (Gundu, 2014) avec Sakhile Simani, Mthunzi Mvubu, Jonathan Crossley, Ayanda Sikade
- Listening to the ground (Gundu, 2015)
- Matunda Ya Kwanza (Gundu, 2015)
- Icilongo - The African Peace Suite (Gundu, 2016) avec Sakhile Moleshe, Justin Bellairs, w:Shabaka Hutchings, Benjamin Jeptha, Ayanda Sikade
- Inner Dimensions - Umgidi Trio & One Voice Vocal Ensemble (2016) avec Fabien Iannone, Dominic Egli, Lisette Spinnler, Jule Fahrer
- Reflections (Gundu, 2017) piano solo
- Ikhambi (Universal South Africa, 2018)
- Modes Of Communication: lettres des enfers (Universal Music (Pty) Ltd., 2020)
- 2022 : In The Spirit of Ntu[9] avec Robin Fassie Kock, Linda Sikhakhane, et sur “Emlilweni” Jaleel Shaw, chez Blue Note Africa[10] partenariat avec UMG[11].
- uNomkhubulwane Suite en trois mouvements avec Zwelakhe-Duma Bell le Pere à la basse et Francisco Mela à la batterie (Blue Note 2024) [12]

## Récompenses Prix
Coup de cœur de la Sélection Jazz, Blues & Soul 2020 de l'Académie Charles-Cros